# Edwin Carr
Pour les articles homonymes, voir Carr.
Edwin Carr est un compositeur néo-zélandais, né le 10 août 1926 à Auckland, et mort le 27 mars 2003 sur l'Île Waiheke.

## Biographie
Il fréquente l'école secondaire et passe deux années à l'université de Dunedin puis passe deux autres années à l'université d'Auckland avant de partir pour Londres poursuivre ses études. En 1948, il obtient une bourse gouvernementale de Nouvelle-Zélande pour étudier à la Guildhall School of Music de Londres avec Benjamin Frankel. Une nouvelle bourse du British Council lui est attribuée pour étudier deux ans au conservatoire Sainte Cécile de Rome sous la férule de Goffredo Petrassi. En 1954, il poursuit ses études deux ans à Sienne à l'Académia Chigiana. Il y compose un quatuor à cordes et une sonate pour piano. En 1955, il devient le directeur artistique de Il Nuovo Balletto d'Italia (première compagnie de ballet indépendante en Italie). Il effectue une grande tournée en Italie et compose trois ballets pour cette compagnie : Cacciati dal paradise, Disegno nello spazio, et Electra. Bref retour à Londres en fin d'année avant de partir pour Munich étudier sous la houlette de Carl Orff à la Hochschule für Musik. En 1957, il retourne deux ans en Nouvelle-Zélande. Au cours de cette période il présente en 1958 trois œuvres au festival d'Auckland. Il part ensuite en Angleterre début 1960 pour enseigner à la Suffolk Rural Music School d'Ipswich.Il partage un échange culturel et musical important avec le violoniste et compositeur Geoffrey Grey. En 1962, il regagne la Guildhall School of Music de Londres pour y étudier la direction. De 1973 à 1974, il se voit attribuer la bourse Mozart afin d'enseigner et de composer au département de musique de Otago University (Nouvelle-Zélande). Durant cette période, il dirige le New Zealand Symphony Orchestra. Il obtient le poste de maître de conférences en 1975 au State Conservatorium de Sydney (Australie). Il gardera cette fonction jusqu'en 1984. Il enregistre ses propres œuvres en dirigeant les cinq principaux orchestres australiens. Il revient ensuite en Nouvelle-Zélande pour vivre d'abord près du lac Taupo puis déménage ensuite pour Waiheke Island en 1991. De 1991 à 1996, il compose de nombreuses pièces pour Jennifer Paull, grande spécialiste anglaise du hautbois d'amour installée en Suisse. Edwin Carr a publié son autobiographie en Nouvelle-Zélande : A life set to music.

## L'œuvre d'Edwin Carr

### Opéras
- Nastasya en 3 actes basé sur le thème de L'Idiot de Fiodor Dostoïevski
- Le Crime de Lord Arthur Savile en un acte et 8 scènes basé sur une courte histoire d'Oscar Wilde
- Le Dédale des muses en un acte pour trois voix et trois instruments.

### Symphonies
- 4 symphonies et une symphonietta

### Pièces orchestrales
- 3 ouvertures "Mardi gras" "Pacific Festival" "Gaudeamus"
- Musique de nuit - Scherzo
- Les douze signes pour vents, cuivres, harpes et percussions.
- "The End of the Golden Weather - seascape"
- "The four elements".
- "Poems" pour piano et orchestre, basé sur "Katherine Mansfield poems"
- Six études pour orchestre à cordes, "Auckland 71 " pour orchestre et chœur.
- Concerto pour hautbois et orchestre

### Musique de chambre
- Deux quatuors à cordes
- Les quatre éléments pour quatre mandolines
- Quatuor de clarinettes
- Œuvre pour basson et piano
- Octuor à vent
- Waiheke : quatuor pour hautbois musette, hautbois, cor anglais et hautbois basse
- Quintette pour piano
- Petit concert pour flûte hautbois et basson.
- 4 Études pour hautbois d'amour, hautbois et piano

### Œuvres vocales
- 3 Shakespeare Songs
- 3 Love Songs
- 5 Chants et Poèmes de Carl Wolkskehl en allemand pour piano et orchestre
- "Eve des Eaux" - 8 mélodies en français - cycle écrit pour le ténor Damien Top

### Chant choral
- 3 Song of Solomon
- Eye of the Wolds
- A Blake Cantata
- An Easter Cantata

### Œuvres pour instruments solo
- 3 Sonates pour piano
- 12 "pleasant Pieces"
- 3 livres pour études de concert
- 4 petites études
- Révélation
- 3 "Doves of Peace"
- Les 4 saisons
- 4 Suites pour 2 pianos
- Sonate pour violon seul
- Sonate pour violon et piano
- Aubade pour clarinette et piano
- Sonatine pour piano
- Sonate pour orgue
- 3 pièces pour hautbois et orgue
- Sonate pour deux pianos.
- Valse pour une jeune fille